# Storia dell'antico Yemen

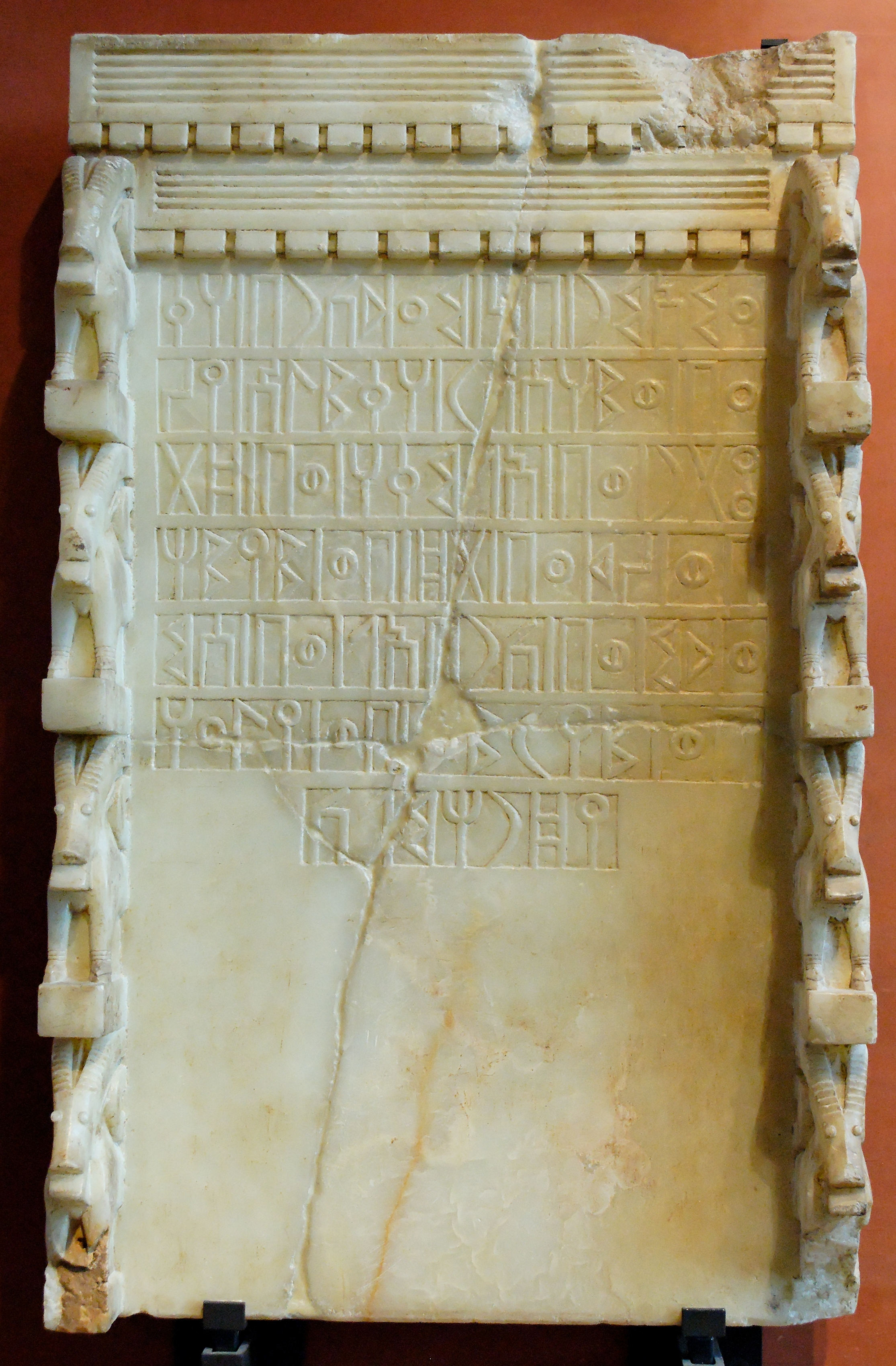
Iscrizione sabea rivolta al dio lunare Almaqah, in cui si menzionano cinque divinità sud-arabiche, due sovrani regnanti e due governatori (VII secolo a.C.).

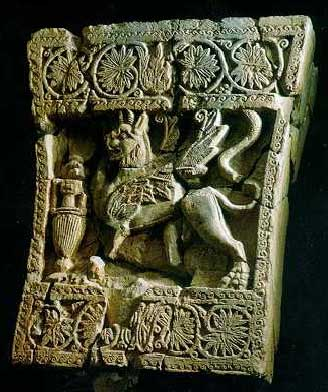
Un grifone del palazzo reale di Shabwa, la città capitale del Hadramawt.

La storia antica dello Yemen (Arabia meridionale) è particolarmente rilevante perché lo Yemen è uno dei più antichi centri di civiltà del Vicino Oriente e del mondo intero. Le sue terre relativamente fertili, un adeguato regime delle piogge in un ambiente climatico relativamente umido hanno contribuito fortemente all'insediamento stabile di popolazioni: fattori questi riconosciuti dall'antico geografo greco Tolomeo, che descrisse lo Yemen definendolo Eudaimon Arabia (espressione tradotta in latino Arabia Felix) cioè Arabia Fortunata o Arabia Felice.
Fra l'VIII secolo a.C. e il VI secolo della nostra era, esso fu dominato da sei successive culture, rivali fra loro o talvolta alleate, tutte specializzate nei traffici carovanieri verso la Siria e la Mesopotamia (in cui commerciavano aromata quali l'incenso, la mirra e una vasta serie di spezie ma anche verso l'India, da cui portavano metalli e pietre preziose, sete e armi forgiate in un tipo d'acciaio ad alto contenuto tecnologico: Ma'in, Qataban, Hadramawt, Awsan, Saba e, nei primi secoli della nostra era Himyar (o neo-sabei).
Quando l'Islam arrivò nel 630, lo Yemen divenne parte fondamentale della neonata cultura islamica.

## Qahtan predinastico (2300 a.C.-VIII secolo)
Nel XXIII secolo a.C., gli Arabi della Penisola arabica meridionale si unirono sotto la leadership di Qaḥṭān. I Qahtanidi cominciarono a costruire semplici dighe e canali di terra nell'area di Māʾrib, nel deserto di Sayhad. Quest'area sarebbe più tardi diventato il sito su cui sorse la Diga di Māʾrib. Una strada mercantile cominciò a funzionare lungo le coste della Tihama del mar Rosso. Una classe di sovrani-sacerdoti si manifestò nelle culture dell'Arabia meridionale, chiamati Mukarrib. Si è orientati a credere che tali figure di alto profilo istituzionale fossero in realtà "federatori", che si assumevano cioè l'incarico di rappresentare i loro sudditi davanti alle divinità che erano federate, nella speranza che esse riservassero loro favori e benefici. Questo periodo è lo stesso che si seguita (senza alcuna veridicità storica) a ricordare come quello della mitica "regina di Saba" menzionata nella Bibbia, anche se la presenza di regine arabe nelle lontane epoche preislamiche è tutt'altro che rara ed eccezionale. Questo periodo finì con l'età in cui fu adottato un alfabeto di derivazione fenicia, vale a dire nel IX secolo a.C., che avrebbe decretato la nascita delle diverse lingue scritte sud-arabiche.

## Regno di Saba (VIII secolo a.C. - 275 d.C.)

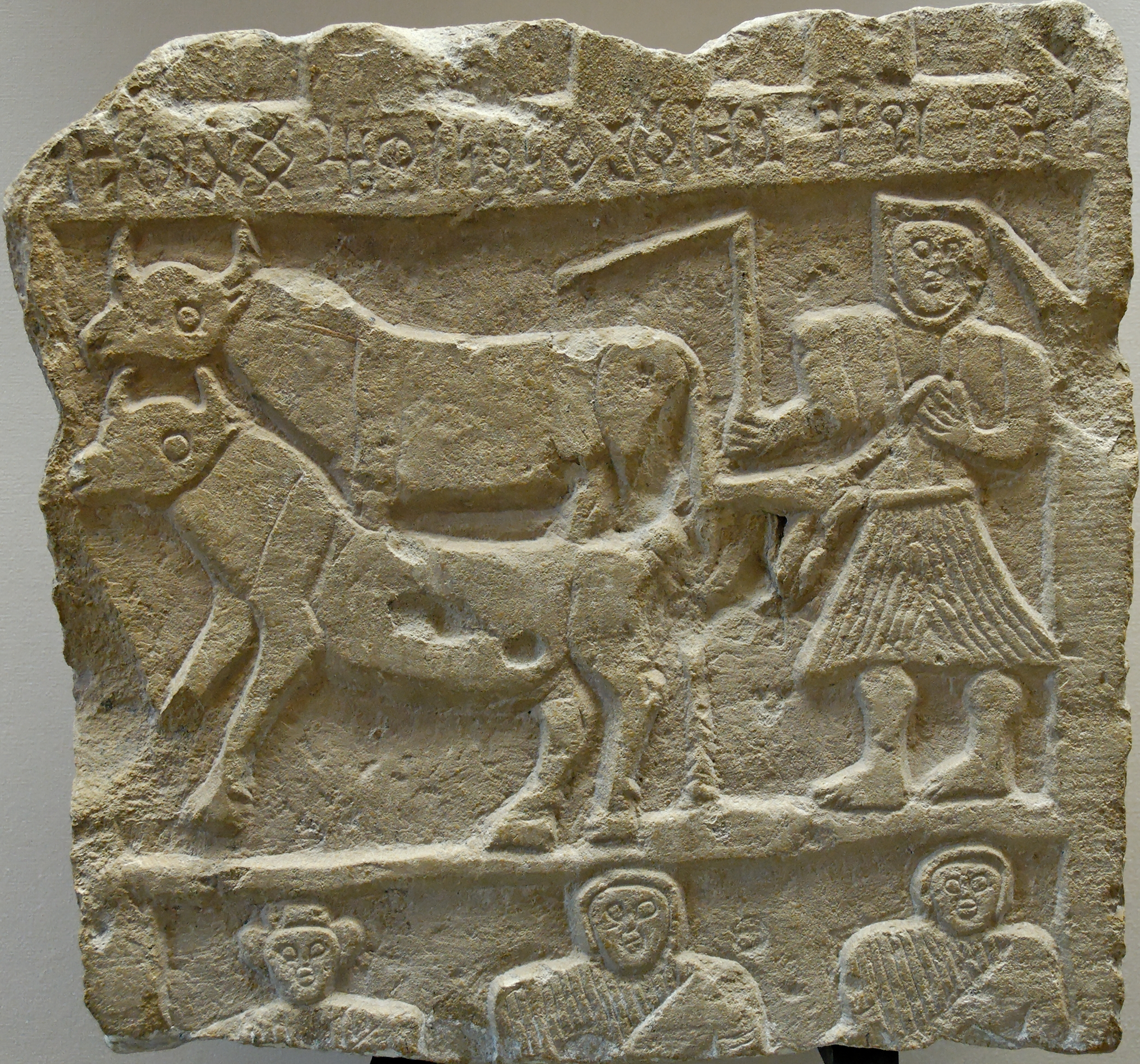
Stele funeraria con iscrizione in lingua di Saba: "Stele di Yahmad, Shufnîqên, Hassat and Khallî" I-III sec.d.C. Museo del Louvre

Durante la dominazione sabea, il commercio e l'agricoltura fiorirono, producendo grandissimo benessere e prosperità nelle popolazioni. Il regno sabeo è localizzato nella regione che oggi si chiama Asir, nel SO dello Yemen, e la sua capitale, Māʾrib, è localizzata vicino all'odierna capitale dello Yemen, San'a. Secondo una tradizione araba, il figlio maggiore di Noè, Shem, fondò la città di Ma'rib.
Durante il periodo sabeo, lo Yemen fu chiamato "Arabia Felix" dai Romani che ripresero l'analoga espressione greca Eudamonia Arabia. A di là dell'indubbia ricchezza derivante dalla sua agricoltura (resa florida da una sapiente regolamentazione delle sue acque) e dei suoi traffici transarabici, la parola "eudamonìa" (greco εὐδαιμονία) fu originata in realtà da un errore d'interpretazione dell'aggettivo y-m-n-y che, oltre che "felice, prospero, destro", significava "meridione", dal momento che nella geografia semitica il Sud si trova a destra, rivolgendosi verso il sorgere del sole: quindi "paese meridionale". Da questo fraintendimento scaturì l'espressione "Arabia felice".

L'imperatore Augusto inviò una spedizione militare per conquistare la regione, fonte di tanti preziosi aromata (fra cui, massimamente, l'incenso) e l'affidò al prefectus d'Egitto, Gaio Elio Gallo. Dopo un fallito assedio di Māʾrib (chiamata Mariaba), il generale romano tornò in Egitto, mentre la sua flotta provvedeva a distruggere l'approdo portuale di Aden per garantire comunque a Roma una via libera per l'India.
Il successo del regno era basato sulla coltivazione e sul commercio di spezie e di aromata, tra cui l'incenso e la mirra, esportati verso il Mediterraneo, l'India e l'Abissinia, dove la domanda era particolarmente significativa, usando dromedari lungo le carovaniere arabe e verso l'India percorrendo rotte oceaniche.
L'agricoltura in Yemen fu consentita da un avanzato sistema idraulico d'irreggimentazione delle acque, articolato su ampi canali idrici sotterranei, canali di superficie e dighe in grado di creare capaci bacini d'acqua fluviale e piovana. La più significativa di tali opere fu la diga di Māʾrib, costruita verso il 700 a.C., che permetteva l'irrigazione di circa 25.000 acri (101 km²) di terreno agricolo e che funzionò per circa un millennio, pur con una lunga serie d'interventi riparativi e migliorativi, e che collassò infine nel 570 (ma la data potrebbe essere alquanto anticipata) a causa del trascurato stato delle opere di assetto ingegneristico.
Il regno sabeo, la cui capitale era Māʾrib, dove ancor oggi sono visibili imponenti rovine (tra cui un tempio), agì per più di 14 secoli. Non manca chi pensa che il regno s'identifichi con la Sheba descritta nell'Antico Testamento.

## Regno di Hadramawt (VIII secolo a.C. - 300 d.C.)

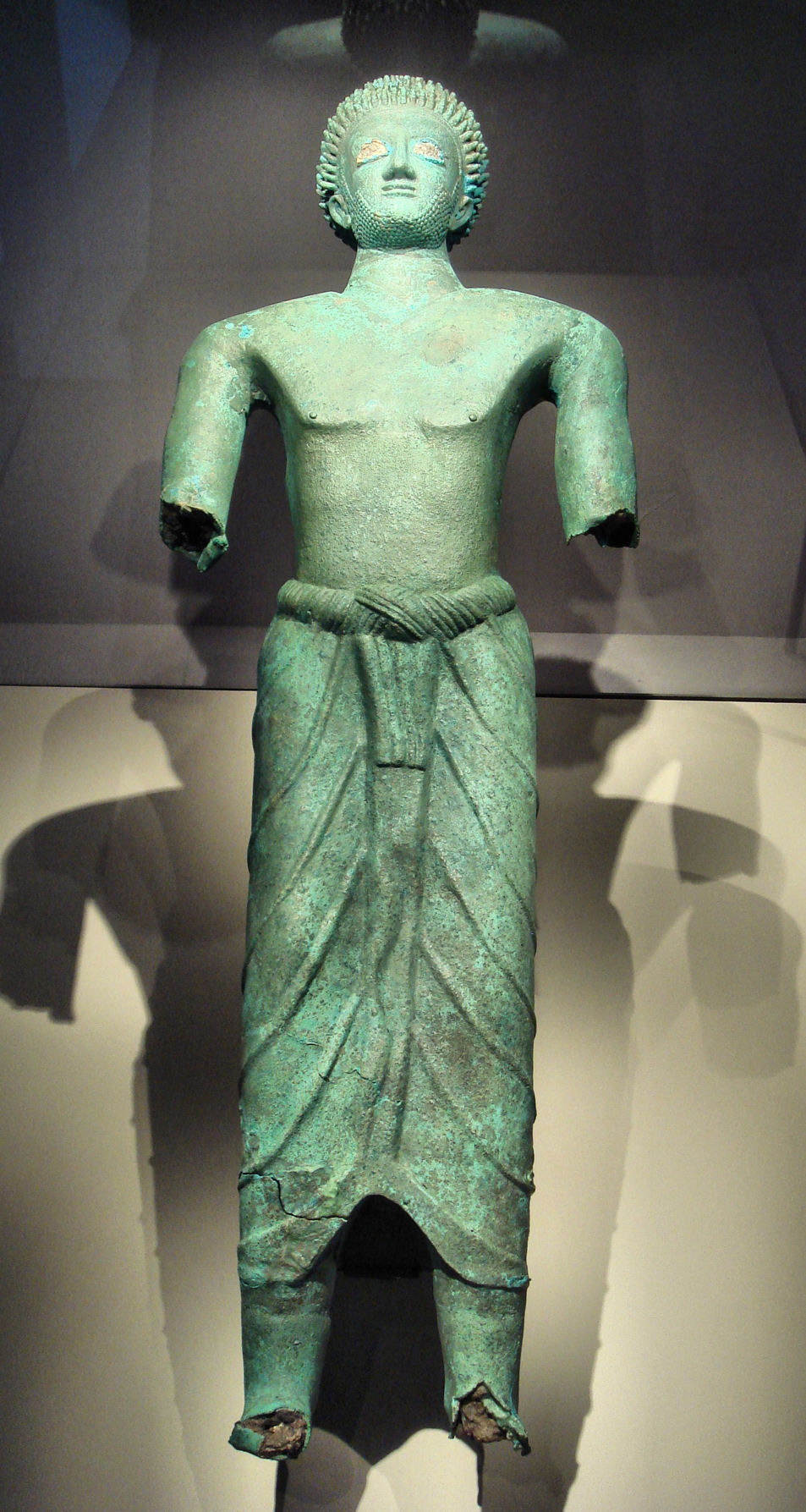
"Uomo bronzeo" rinvenuto ad al-Baydāʾ (antica Nashqum). VI-V secolo a.C. Museo del Louvre di Parigi.

La prima iscrizione che si conosce relativa al Hadramawt risale all'VIII secolo a.C. Ad esso si riferiva inoltre, in lingua antico-sabea, un'iscrizione del Mukarrib Karib'il Watar I dei primi del VII secolo a.C., in cui il re di Hadramawt, Yada`'il, è ricordato come uno dei suoi alleati. Quando tuttavia i Minei assunsero il controllo delle carovaniere transarabiche che percorrevano la cosiddetta "via del mar Rosso" nel IV secolo a.C., l'Hadramawt divenne uno degli Stati confederati, probabilmente a causa di comuni interessi commerciali. Divenne più tardi indipendente e fu invaso dall'espansivo regno himyarita verso la fine del I secolo a.C., ma fu in grado di respingere l'aggressione.
L'Hadramawt annetté il Qataban nella seconda metà del II secolo, raggiungendo la sua dimensione massima. Durante questo periodo, l'Hadramawt fu continuamente in guerra con Himyar and Saba', e il re sabeo Sha`irum Awtar fu infine in grado di conquistare la sua capitale, Shabwa, nel 225. Durante questo periodo, il regno di Aksum prese a interferire nelle questioni sud-arabiche. Il Re GDRT di Aksum inviò truppe al comando del proprio figlio, BYGT, perché conquistassero le coste occidentali e occupassero Thifar, la capitale himyarita, e perché marciassero contro Hadramawt in veste di alleate dei Sabei. Il reame di Hadramawt fu infine conquistato dal re himyarita Shammar Yuhar`ish verso il 300 CE, che unificò tutti i regni sud-arabici.

## Regno di Awsan (800 a.C. - 500 a.C.)
L'antico Regno di Awsan nell'Arabia meridionale (moderno Yemen), con una capitale ad Hagar Yahirr nel wadi Markha, a sud del wadi Bayhan, è ora un tell - ovvero una collina artificiale - localmente chiamata Hagar Asfal

## Shabwa
Una tempo esso era uno dei più importanti tra i piccoli regni dell'Arabia meridionale. Sembra che la città sia stata distrutta nel VII secolo a.C. dal re e mukarrib dei Sabei Karib'il Watar, e ciò è documentato da un testo sabeo che riferisce della vittoria con espressioni che ne dimostrano l'importanza per i sabei.

## Regno di Qataban (IV secolo a.C. - 200 d.C.)

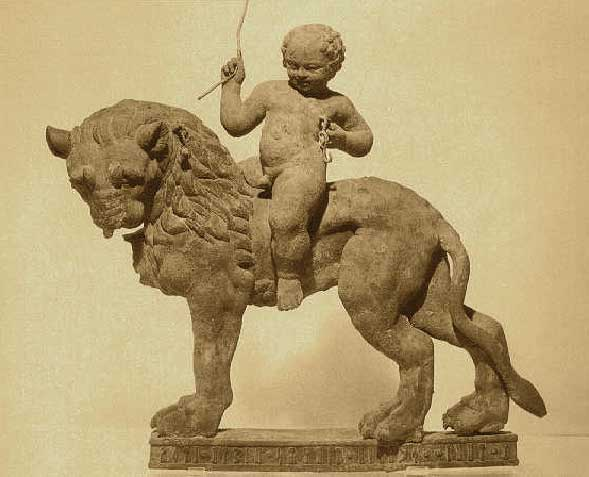
Leone bronzeo con cavaliere, realizzazione qatabanide. Circa 75-50 a.C.

Qataban fu uno degli antichi regni dello Yemen che prosperò nella valle di Bayhan. Come gli altri regni arabici meridionali, si arricchì notevolmente grazie al commercio di franchincenso e mirra, che venivano bruciati sugli altari. La capitale di Qataban portava il nome di Timna e fu collocata sulla rotta commerciale che passava attraverso gli altri regni di Hadramawt, Saba e Ma'in. La divinità principale dei Qatabanidi era ʿAmm, ossia "Zio" e la popolazione chiamava se stessa "figli di ʿAmm".

## Regno di Maʿin (VIII secolo a.C. - 100 d.C.)
Durante il dominio dei Minei, la capitale fu Karna (oggi nota come Sadah). L'altra loro importante città fu Yathill (ora nota come Baraqish). Altre parti del moderno Yemen includono Qataban e la striscia costiera di stazioni di rifornimento idrico note come Hadramawt. Sebbene i Saba' dominassero nel primo periodo della storia sud-arabica, le iscrizioni minee sono dello stesso periodo temporale delle prime iscrizioni sabee. Si noti, tuttavia, che esse datano precedentemente l'apparizione degli stessi Minei e, quindi, si preferisce più appropriatamente chiamarle "madhabite", anziché "minee". Il regno dei Minei era collocato nello Yemen nord-occidentale, con la maggior parte delle sue città che si estendevano lungo il Wadi Madhab. Iscrizioni minee sono state trovate assai lontano dal regno mineo, come ad esempio ad al-`Ula nel nord-ovest dell'attuale Arabia Saudita e persino sull'isola di Delo e in Egitto. Fu il primo dei regni sudarabici a scomparire, e il linguaggio mineo ebbe termine attorno all'anno 100 d.C.

## Regno di Himyar (II secolo a.C. - 520 d.C.)

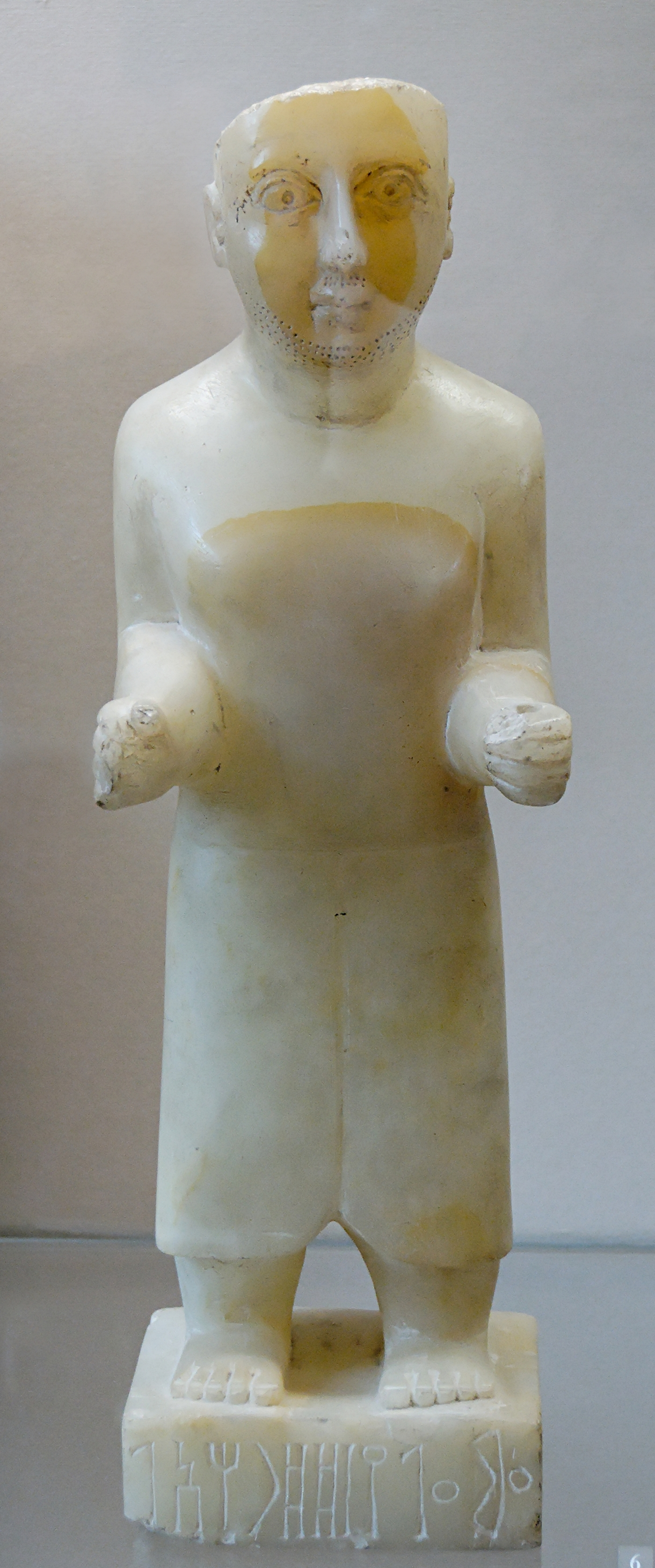
Statua di Ammaalay, I secolo a.C., Yemen

Gli Himyariti unirono l'Arabia sud-occidentale, assumendo il controllo del mar Rosso, come pure delle coste del Golfo di Aden. Dalla loro capitale, i sovrani Himyariti lanciarono campagne militari di successo, ed estesero il loro potere dall'estremo oriente del Golfo Persico all'estremo settentrione del Deserto Arabico. 

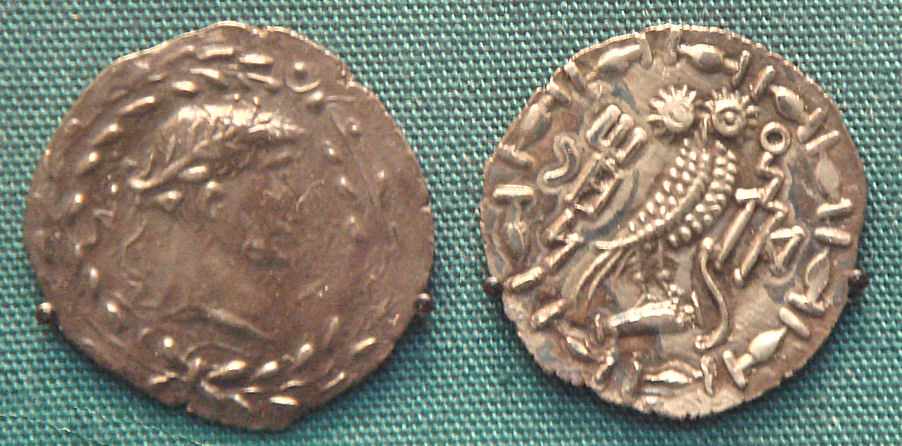
Recto e verso d'una moneta d'oro ispirata a quelle romane d'età augustea

Durante il III secolo a.C., i regni dell'Arabia meridionale furono in continuo conflitto fra loro. GDRT di Aksum prese a interferire negli affari sud-arabici, firmando un'alleanza con Saba', e un testo himyarita nota che Hadramawt e Qataban si erano alleati contro Aksum. Come risultato di ciò, il Regno di Axum fu in grado di conquistare la capitale himyarita di Thifar nel primo quarto del III secolo. Tuttavia l'alleanza non era esaurita e Sha`ir Awtar di Saba' inaspettatamente dette nuova linfa all'alleanza in Hadramawt, radunando solidalmente gli alleati e prendendo a sua volta Aksum nel 225. Himyar s'alleò allora con Saba' e invase i territori recentemente strappati agli Aksumiti, riprendendo Thifar, che era stata sotto il controllo del figlio di GDRT, BYGT, respingendo Aksum nella Tihama.
Himyar restaurò la propria capitale a Thifar (oggi un minuscolo villaggio nella regione di Ibb) e gradualmente annetté il regno sabeo. Gli Himyariti commerciarono dal porto di Mawza'a sul mar Rosso. Dhu Nuwas, un sovrano himyarita, cambiò la religione di Stato pagana, abbracciando il Giudaismo, obbligando i suoi sudditi a convertirsi anch'essi agli inizi del VI secolo e massacrò in quell'occasione i cristiani di Najrān (anche se quasi certamente non per motivi strettamente religiosi). Dicendosi oltraggiato, Kaleb, il re cristiano di Axum, con l'incoraggiamento dell'Imperatore bizantino Giustino I invase a si annetté lo Yemen. Cinquant'anni circa più tardi, lo Yemen cadde nelle mani della Persia sasanide.

## Regno di Axum (520-570)
Verso il 517-18, un re giudaizzato, chiamato Yusuf Asʾar Yathar (anche conosciuto come Dhu Nuwas) usurpò il titolo regio di Himyar a Ma'adikarib Ya'fur. Curiosamente, Zaccaria Scolastico di Mitilene (fl. tardo VI secolo) dice che Yusuf divenne re perché il precedente sovrano era morto d'inverno, quando gli Aksumiti non potevano attraversare il mar Rosso e nominare un altro re, ma alcuni studiosi non danno alla notizia alcun credito. Dopo l'assunzione del potere, Yusuf attaccò la guarnigione aksumita di Thifar, la capitale himyarita, uccidendo un gran numero di persone e distruggendo la chiesa locale. Il re cristiano Kaleb di Axum seppe delle persecuzioni di Dhū Nuwās ai danni dei cristiani e degli Aksumiti e, secondo Procopio, fu incoraggiato in particolare dal suo alleato e amico cristiano Giustino I, che richiese l'aiuto del Regno di Aksum per tagliare i rifornimenti di seta che facevano parte della sua guerra economica contro l'Impero sasanide.
Kaleb inviò una flotta attraverso il mar Rosso e fu in grado di sconfiggere Dhū Nuwās, che cadde ucciso in battaglia, secondo un'iscrizione proveniente da Husn al-Ghurab, mentre una tradizione araba più tarda vuole che egli entrasse a cavallo nei gorghi del mare. Kaleb insediò un indigeno himyarita come suo viceré, Sumyafaʿ Ashwaʿ, che governò fino al 525, allorché fu deposto da Abraha, un generale aksumita (ex-schiavo di Adulis,) Abraha, con il sostegno dei soldati etiopici scontenti, che preferivano rimanere in Yemen. Secondo fonti arabe più tarde, Kaleb reagì inviando una forza di 3.000 uomini al comando di un suo parente, ma le truppe disertarono e uccisero il loro comandante, e un secondo tentativo di riportare all'ubbidienza il ribelle Abraha non ebbe esito diverso. Fonti etiopiche seriori affermano che Kaleb abdicò per vivere il resto dei suoi giorni in un monastero e che avesse inviato la sua corona, perché fosse esposta, nella Basilica del Santo Sepolcro a Gerusalemme. Un'iscrizione di Sumyafaʿ Ashwaʿ ricorda anche due re (nagaśt) di Aksum, indicando che i due avrebbero congiuntamente governato prima che Kaleb abdicasse a favore di Alla Amidas.
Procopio nota che Abraha più tardi avrebbe fatto atto di sottomissione al successore di Kaleb, come confermato da un'iscrizione di Abraha del 543. Durante il suo regno, Abraha restaurò la Diga di Ma'rib nel 543 e ricevette ambascerie dalla Persia e da Bisanzio, inclusa una richiesta di liberare alcuni vescovi che erano stati incarcerati a Nisibis (secondo la Vita di Simeone di Giovanni da Efeso). Abraha governò almeno fino al 547, data dopo la quale, secondo alcuni studiosi, gli sarebbe succeduto il figlio, di nome Aksum. Ad Aksum (chiamato "Yaksum" in fonti arabe) ci si riferì nell'iscrizione di Abraha della Diga di Maʾrib come a "quello dei Ma'afir" (dhū maʿāfir), la costa SO dello Yemen. A lui succedette il fratello Masruq. Il controllo aksumita dello Yemen finì nel 570, con l'invasione dell'anziano generale sasanide Vahrēz che, in accordo con leggende successive, divenne famoso per aver ucciso Masruq con una freccia.
Fonti arabe più tarde dicono anche che Abraha costruisse una grande chiesa, chiamata al-Qulays a San'a' con l'intenzione di stornare il pellegrinaggio dalla Kaʿba e lo farebbero morire nell'Anno dell'elefante (570) dopo il suo ritorno dalla fallimentare spedizione contro Mecca (benché si abbiano molti seri elementi storici per affermare che a quella data fosse già morto). L'esatta cronologia delle prime guerre è incerta, dal momento che un'iscrizione del 525 menziona la morte di un re di Himyar, che potrebbe riferirsi sia al viceré himyarita di Aksum, Sumyafaʿ Ashwaʿ, o a Yusuf Asʾar Yathar. Le ultime cronache arabe parlano anche di un conflitto fra Abraha e un altro generale aksumita, chiamato Aryat, scoppiato nel 525 in quanto l'ultimo avrebbe guidato una rivolta.

## Periodo sasanide (570-630)
Il re sasanide di Persia, Cosroe I (Khosrau), inviò truppe sotto il comando di Vahrez, che avrebbe aiutato il semileggendario Sayf ibn Dhi Yazan a cacciare gli Etiopici del aksumiti dallo Yemen. L'Arabia meridionale divenne un dominio persiano, affidato a un vassallo yemenita ed entrò pertanto nella sfera d'influenza dell'Impero sasanide. Più tardi un altro esercito fu mandato in Yemen, e nel 597-598 l'Arabia del sud diventò una provincia dell'Impero sasanide, sotto un satrapo persiano. Restò una provincia persiana di nome ma, dopo che i Persiani assassinarono Dhu Yazan, lo Yemen si divise in un certo numero di reami autonomi.
Questo sviluppo fu la conseguenza della politica di espansione perseguita dal re sasanide Cosroe II Parviz (590-628), il cui fine era quello di garantire aree frontaliere come lo Yemen al suo Impero. A seguito dell'assassinio di Khosrau II nel 628, il governatore persiano dello Yemen del momento, Badhan, si convertì all'Islam e lo Yemen seguì la nuova religione predicata da Maometto.